# 黄绿鹎
黄绿鹎（学名：Pycnonotus flavescens）为鹎科鹎属的鸟类，俗名圆尾绿鹎。分布于自印度、孟加拉、向东至缅甸、老挝、越南、泰国、南抵加里曼丹以及中国大陆的云南等地，一般栖息于海拔2000米以下的山坡、平坝的次生阔叶林、稀树草丛、觅食于高大乔木、小乔木、灌木以至茅草。该物种的模式产地在缅甸若开地区。

## 亚种
- 黄绿鹎云南亚种（学名：Pycnonotus flavescens vividus）。分布于缅甸、泰国、老挝、越南以及中国大陆的云南、广西等地。该物种的模式产地在缅甸丹那沙林。[2]